# Georg von der Marwitz

Movimientos de tropas en el Frente Oriental durante la Segunda Batalla de los Lagos Masurianos.

Johannes Georg von der Marwitz (7 de julio de 1856 - 27 de octubre de 1929) fue un militar prusiano y alemán, que alcanzó el grado de general de Caballería. Destacó por su papel durante la Primera Guerra Mundial, durante la cual estuvo al mando de varios ejércitos alemanes en ambos frentes, tanto en el Frente Occidental como en el Frente Oriental. Igualmente, ocupó el cargo de ayudante del káiser Guillermo II.

## Inicios de su carrera
Marwitz nació en la localidad de Stolp, en la provincia de Pomerania del Reino de Prusia (hoy Słupsk, voivodato de Pomerania, Polonia).
En 1875 ingresó en el Ejército alemán, cuando éste todavía era el Ejército prusiano. Entre 1883 y 1886 estudió en la Academia Militar. Hasta 1900 estuvo al mando de un regimiento de caballería, pasando en dicha fecha a ser el jefe del Estado Mayor del XVIII Cuerpo de Ejército. Antes del inicio de la Primera Guerra Mundial ya era General-inspector del Cuerpo de Caballería.

## Primera Guerra Mundial

### Frente Occidental
Al estallar la Primera Guerra Mundial, Marwitz fue asignado al Frente Occidental en 1914, mandando el 12 de agosto las tropas alemanas en la batalla de Haelen contra tropas del Ejército belga al mando de Leon De Witte.

### Frente Oriental
Tras esta primera batalla, Marwitz fue trasladado al Frente Oriental para tomar el mando del recién formado XXXVIII Cuerpo de Ejército de Reserva, al que condujo durante la Segunda Batalla de los Lagos Masurianos a principios del invierno de 1915. Tras ello fue transferido al sur, luchado con el Ejército austrohúngaro contra los rusos, recibiendo la condecoración Pour le Mérite el 7 de marzo de 1915.

### Frente Occidental
Tras recuperarse de una enfermedad en la que cayó en 1915, Marwitz sirvió de nuevo en el Frente Occidental, en esta ocasión como comandante del VI Cuerpo de Ejército.

### Frente Oriental
Regresó otra vez más al Frente Oriental durante la Ofensiva Brusílov del Ejército ruso en junio de 1916.

### Ayudante del kaiser
El 6 de octubre de 1916 se convirtió en ayudante del Káiser Guillermo II de Alemania, un cargo del que cesó en diciembre de 1916.

### Frente Occidental
En diciembre de 1916 tomó el mando del 2.º Ejército en el Frente Occidental. En noviembre de 1917 resistió los ataques de la Fuerza Expedicionaria Británica en la batalla de Cambrai, batalla en la que tuvo lugar el primer empleo masivo de tanques en una batalla. En septiembre de 1918 tomó el mando del 5.º Ejército, cargo que siguió ocupando hasta el final de la guerra.

## Posguerra
Después de la guerra y la derrota de Alemania, Marwitz se retiró de la vida pública. Falleció en Wundichow el 27 de octubre de 1929 a la edad de 73 años.